# 丸都城
丸都山城，又称丸都城，其遺址是全国重点文物保护单位，座落在现吉林省集安市西面的丸都山上，距集安市区2.5公里左右，海拔最高处为676米。丸都是高句丽都城「国内城」的军事守备城，又和「国内城」相互依附，成为世界王都建筑史上附合式王都的特殊模式，是高句丽建筑的一大特色。

## 歷史
丸都城开始的名字是“尉那岩城”。西汉元始三年（公元3年），高句丽迁都到「国内城」，并筑 “尉那岩城”為其衛城。東漢建安二年（197年），高句丽与割據遼東的公孙度發生过一次大规模战争，高句丽败，「国内城」被毁。建安三年（198年），高句丽第十代王山上王扩建尉那岩城，并將尉那岩城更名为丸都城。建安十四年（209年），山上王遷都于丸都。公元244年曹魏攻打高句麗，丸都城被毁。341年，前燕慕容皝率军攻入丸都，焚烧高句丽王宫，捣毁丸都城。北魏始光四年（427年）；高句骊长寿王时，为躲避北魏的威胁，以及巩固在朝鲜半岛上的势力，高句骊都城再迁至平壤城（即今朝鲜平壤市东北六七公里处的大圣山城和安鹤宫城）。遷都平壤前，國內城和丸都城都一直是高句麗的政治、经济和文化中心。此后国内城作为“别都”，列高句麗三京之一。
唐朝和新羅的聯軍滅高句麗後，國內城為唐朝安东都护府之哥勿州驻地。渤海國時期，為其西京所辖的桓州。遼代仍为桓州。清代光绪二十八年（1902年），辑安（今集安）建治后為其所轄。

## 遺址

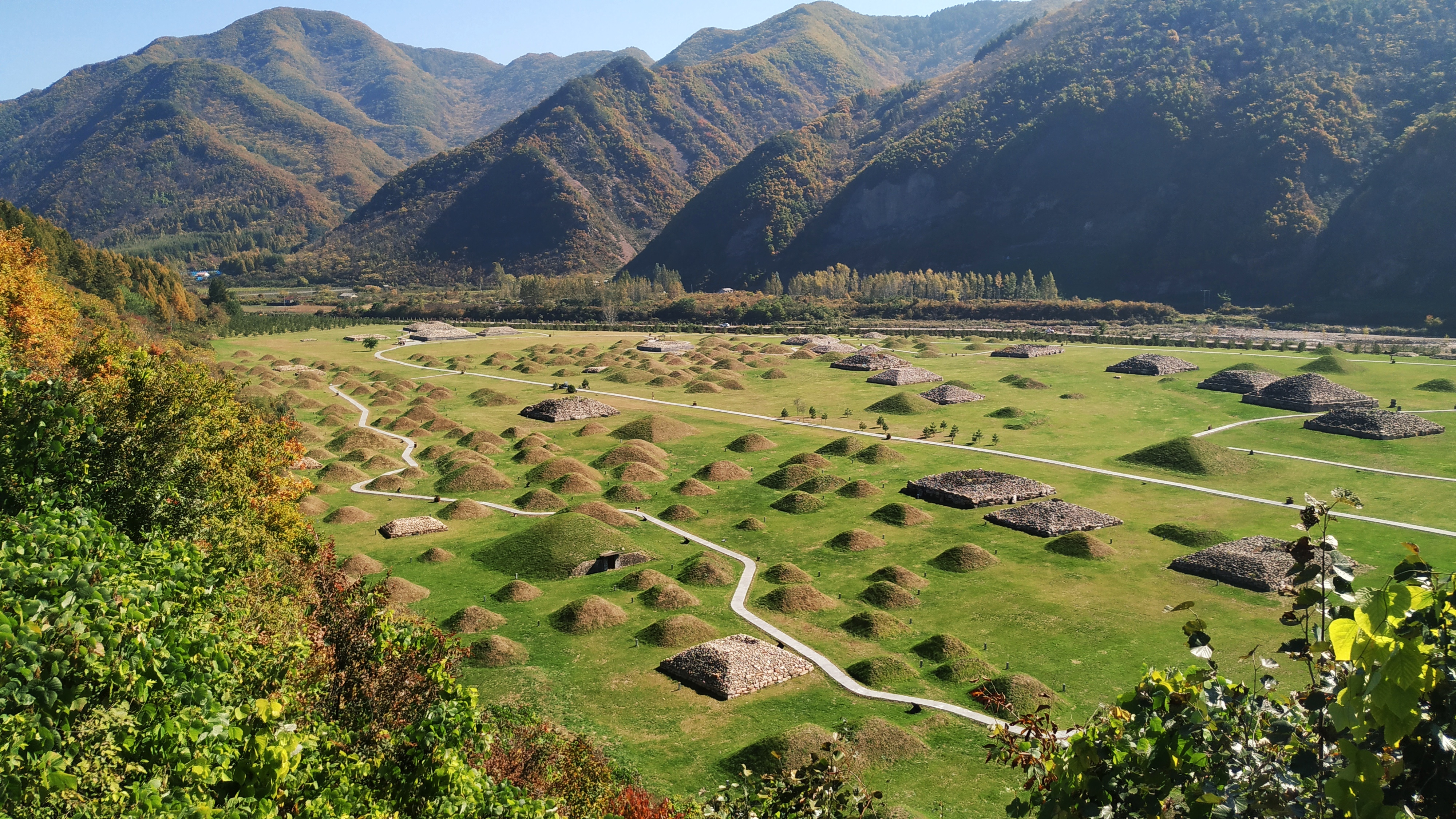
從丸都山城俯瞰貴族墓葬群

丸都城的地理特点是北高南低，东、西、北三面城垣外临陡峭的绝壁，内抱较为平缓的坡地，平面呈不规则的四边形，形如簸萁状。城周长为6395米，有城门6处，南侧谷口处有一处瓮门，东北面城墙上各发现两处门址，南墙西部有一处城门址，西城墙上至今未发现门址。城内有泉水两处，一在城西北角，一在城东山脚下。在南城门汇于一处，经瓮门下涵洞注入通沟河。城内宫殿遗址在东侧山坡下，南北长96.5米，东西宽80米。

## 外部連結
- 丸都山城照片